# Estadio Uno
Estadio Uno fue un programa de televisión uruguayo de género deportivo. Se emitió desde el 5 de junio de 1970 hasta el 19 de diciembre de 2017 con 47 años en transmisión, siendo uno de los programas de televisión con más tiempo en el aire en todo el mundo. Se trasmitió en Canal 5.

## Historia
«Estadio Uno»  es un programa de debate futbolístico, que trata temas deportivos, de opinión y cultural. El programa llegó a cubrir el basquetbol, ciclismo, atletismo, juegos olímpicos y toda actividad deportiva que hubiera. El programa, en 2017, antes de terminar, tenía un equipo compuesto por Julio Sánchez Padilla, Silvia Pérez, Mario Bardanca, Axel Fucks y Ariel Alsina.
Conducido por Julio Sánchez Padilla periodista deportivo de larga trayectoria, desde sus comienzos hasta 2017 con más de ochenta periodistas pasaron por su mesa (como Carlos Muñoz, Alberto Kesman, Víctor Hugo Morales, Juan Carlos Scelza, Rúben Casco, Eduardo Rivas, Ricardo Gabito y Jorge da Silveira son algunos ejemplos de ello).
Entre sus archivos se encuentran entrevistas exclusivas, documentos, todos los goles uruguayos desde 1978 a 1994 (año en que se venden los derechos). El programa también formó parte de Monte Carlo TV, canal 4.

"Los 8 televidentes de Estadio Uno."
Estadio Uno, Sánchez Padilla.

La cita se repite en sus programas y surgen como réplica a una agencia de encuestas que hacía los controles de audiencia de televisión, el dato fue repetido por el diario El Día; esta empresa ponía que el programa tenía 0,00001 de audiencia total. Es decir que al equipo de Estadio Uno lo veían ocho personas en un país de más de 3 millones y medio de habitantes.
En 2013 luego de una convocatoria donde fueron seleccionados 14 proyectos, Estadio Uno fue elegido en modalidad de producción asociada con Canal 5.
En febrero de 2016, Estadio Uno es emitido desde el Estadio Campeón del Siglo.

### Premios y honores
Estadio Uno es el programa televisivo de más larga permanencia ininterrumpida en los medios, por lo cual figura en el Libro Guinness, logrando la certificación de la organización mundial, como el programa de televisión con más años en el aire desde el 14 de enero de 2002.
El Correo Uruguayo emitió un sello en conmemoración al programa.

## Protagonistas
| - Julio Sánchez Padilla - Silvia Pérez - Mario Bardanca - Ariel Alsina - Carlos Muñoz - Alberto Kesman - Víctor Hugo Morales - Juan Carlos Scelza - Atilio Garrido | - Franklin Morales - Jorge Crosa - Adolfo Oldoine - Julio Folle Larreta - Jorge Stewart - Camilo Cauch - Eduardo Rivas - Axel Fucks | - Ariel Delbono - Hugo Matteo - Hugo “Lalo” Fernández - Juan Gallardo - Carlos Casco - Enrique Yanuzzi - Ricardo Gabito - Jorge Da Silveira |

## Galería

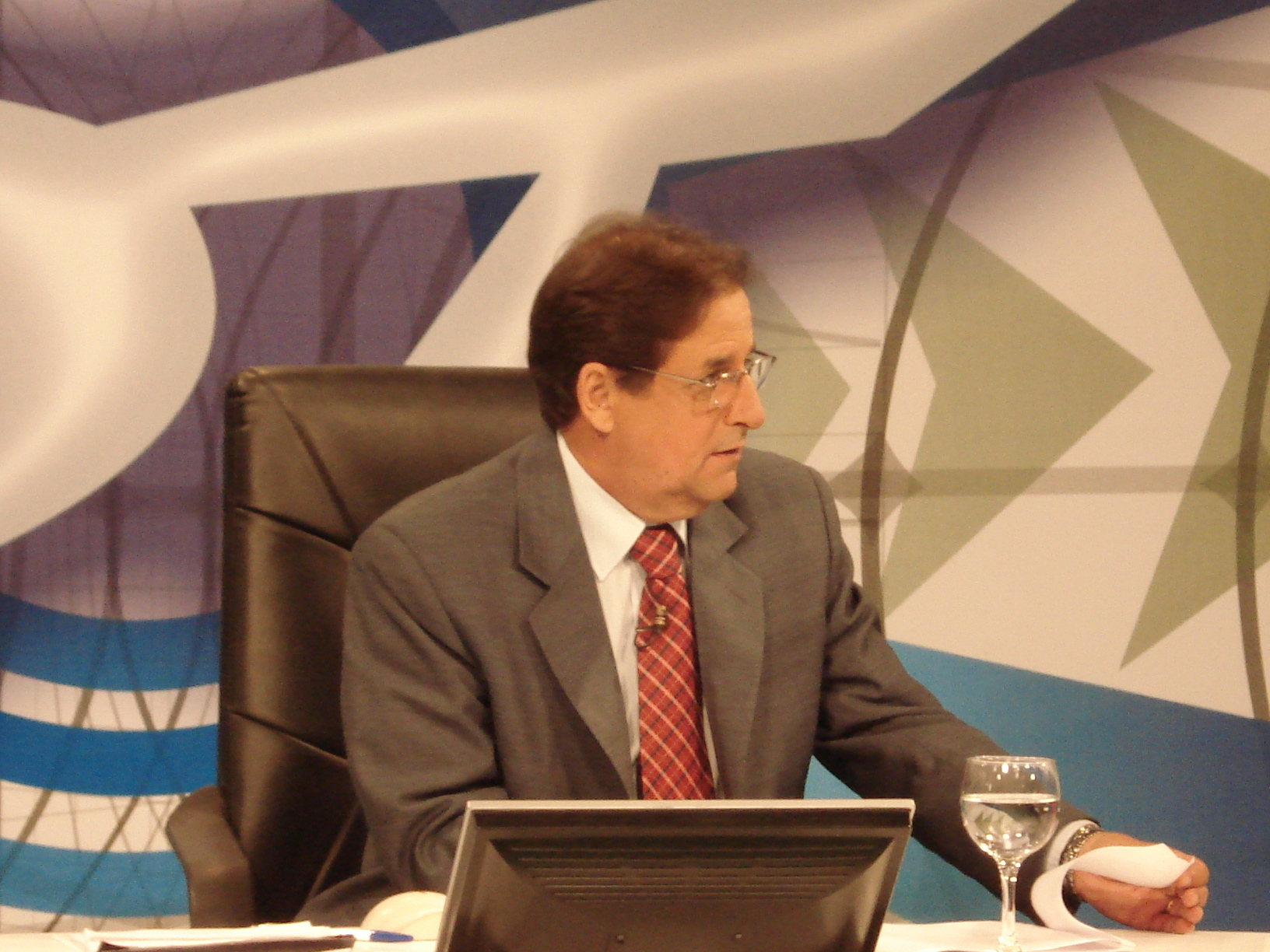
Carlos Muñoz en 2006
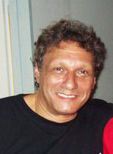
Alberto Kesman en 2011
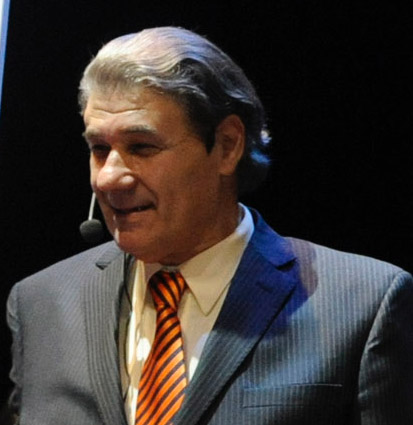
Víctor Hugo Morales en 2011